# Matthias Gallas

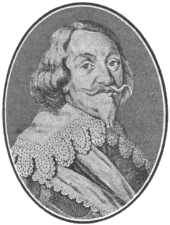
Matthias Gallas.

Matthias Gallas (Trento, 1584-Viena, 1647) fue un general austriaco que participó del lado católico durante la guerra de los Treinta Años. Fue lugarteniente de Wallenstein y más tarde su sucesor al frente de las tropas imperiales, siendo su acción más destacada la batalla de Nördlingen en 1634. Ostentaba los títulos de conde del Campo y duque de Lucena.

## Biografía
Comenzó su carrera militar en Flandes como soldado al servicio de España. De Flandes pasó a Saboya, continuando al servicio de España. Cuando empiezan las hostilidades en Alemania pasa al ejército de la Liga católica con el grado de coronel. En 1623 destaca su participación en la batalla de Stadtlohn. Más tarde se dirige al norte de Italia para participar en la guerra de sucesión de Mantua. 
Con el comienzo de la etapa sueca en la guerra de los Treinta Años regresa a Alemania para enfrentarse a Gustavo II Adolfo bajo las órdenes de Wallenstein. Tras la derrota de este y su posterior asesinato, en el que estuvo invulcrado, ocupó su puesto al frente del ejército imperial. Apoyado por Fernando de Austria el Cardenal Infante y sus españoles derrota a los suecos en la batalla de Nördlingen, que fue casi el final de la etapa sueca en la guerra de los Treinta Años. Sin embargo, la posterior persecución del ejército sueco en el norte de Alemania acabó en fracaso y sufrió diversas derrotas en 1637 y 1638 contra el ejército sueco del general Johan Banér. Fue llamado para socorrer Magdeburgo contra las fuerzas suecas de Lennart Torstenson, frente a quien logró una honrosa retirada con la mayor parte de sus tropas. Destituido del mando, se le volvió a otorgar en 1645 tras vencer en Jankov. 
Sin embargo, viejo y cansado finalmente entregó su mando para morir poco después en Viena.
- Datos: Q553849
- Multimedia: Matthias Gallas / Q553849